# Steag heraldic

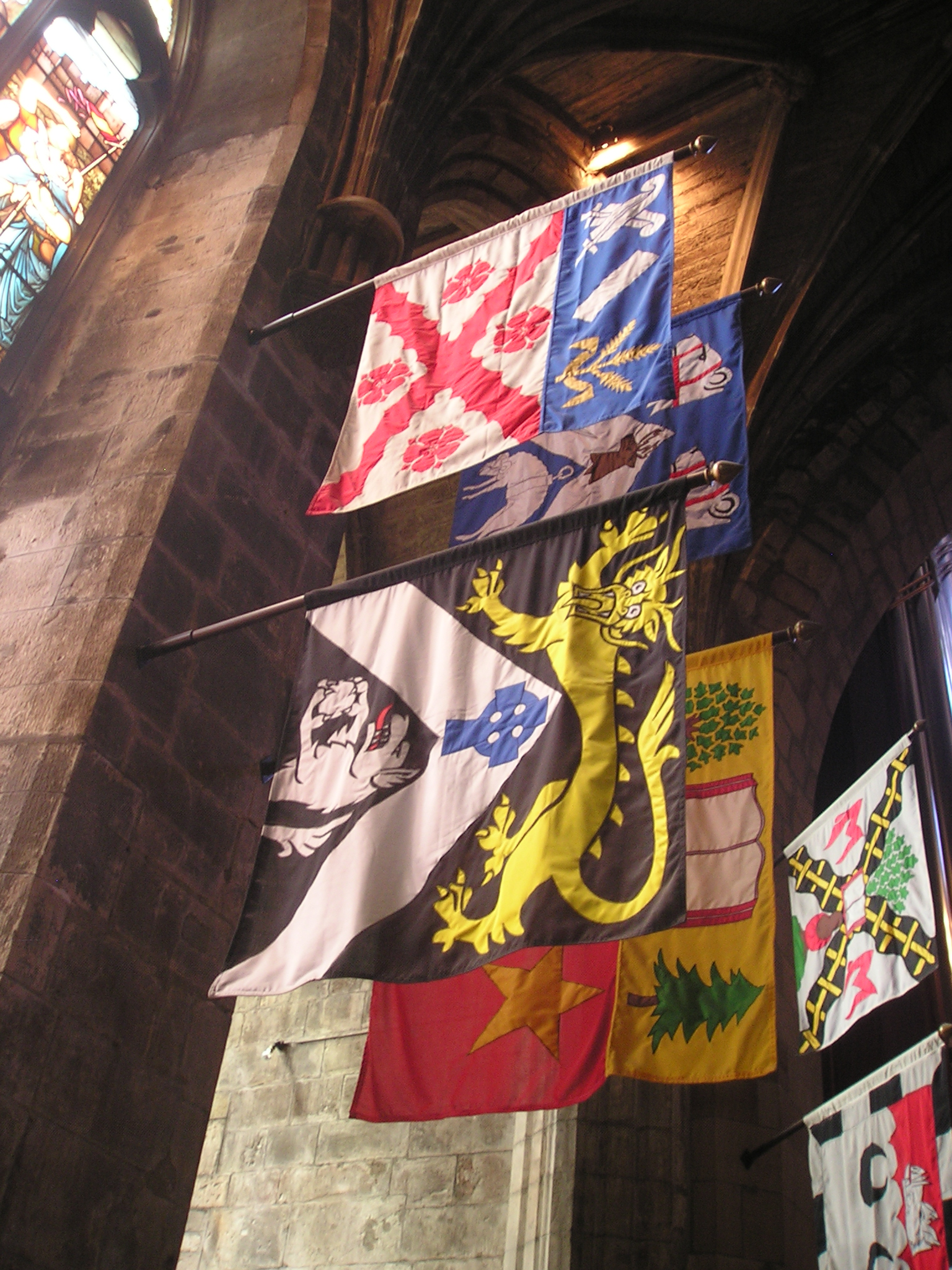
Pavilioanele Cavalerilor de Thistle, arborate în Catedrala Saint Giles

În heraldică și vexilologie, un steag heraldic este unul dintre tipurile de steaguri care conțin steme, blazoane sau alte simboluri grafice folosite pentru identificarea unei persoane.
Steagurile heraldice includ steaguri naționale, pavilioane, fanioane de diverse feluri, steaguri de panoplie, vexillum, mărci ale navelor, drapele de luptă și steaguri ale autorităților (embleme care denotă delegarea autorității - en. pinsels). Specificațiile privitoare la steagurile heraldice diferă de la țară la țară și au suferit modificări de-a lungul timpului.